# Hugh McDowell
Hugh McDowell, född 31 juli 1953 i Hampstead i London, död 6 november 2018, var en brittisk musiker som var cellist i Electric Light Orchestra mellan 1971 och 1972 och senare igen mellan 1973 och 1979.